# Le Mans Grand Tourisme Endurance
Pour les articles homonymes, voir GTE.
Le Mans Grand Tourisme Endurance, abrégé en LM GTE, ou GTE est une catégorie d'automobile de compétition régie par un ensemble de règlements et définie par l'Automobile Club de l'Ouest et la Fédération internationale de l'automobile. Cette catégorie est utilisée dans des courses prestigieuses telles que les 24 Heures du Mans et ses séries associées. La classe était autrefois appelée GT2 (Grand Tourisme 2) quand elle était utilisée aux 24 Heures du Mans pour la distinguer des voitures plus rapides de la catégorie GT1 (en).

## Histoire
La classe, dérivée de l'ancienne classe « GT3 » en 1998, a fait ses débuts en 1999 sous le nom de « GT » aux 24 Heures du Mans, en American Le Mans Series et en Le Mans Series, et comme « N-GT » dans le Championnat FIA GT. En 2005, la classe est renommée GT2, sous la catégorie plus rapide des GT1 (anciennement connue sous le GTS).
À l'origine, elle est dominée par la Porsche 911 GT3 dans ses versions R, RS et RSR, mais la Ferrari 360 Modena, Ferrari F430 et la Panoz Esperante sont également couronnées de succès, ainsi que la BMW M3 aux États-Unis. D'autres modèles sont l'Aston Martin V8 Vantage, la Morgan Aero 8, Spyker C8 et TVR Tuscan.
Depuis, la classe GT1 est abandonnée par l'ACO à partir de la saison 2011, la classe LM GT2 a été renommée LM GTE en Europe et GTLM aux États-Unis à partir de 2014.

## Réglementation

### Début en compétition (2011)
L'ACO a défini les limites et les exigences de la catégorie LM GTE pour s'assurer que les voitures sont légitimement fondées sur la production. La voiture doit avoir « une aptitude pour le sport avec 2 portes, 2 ou 2+2 places, ouvert ou fermé, qui peut être utilisé tout à fait légalement sur la route et disponible à la vente ». L'ACO modifie son règlement pour les « Petits constructeurs » (moins de 2 000 voitures produites par an). Pour être admissible, un grand fabricant doit produire au moins une voiture par semaine ou un petit fabricant, une voiture par mois. Les voitures seront admissibles à la course quand 100 voitures pour les grands fabricants ou 25 voitures pour les petits fabricants auront été produites. La voiture doit avoir un lancement officiel et un réseau de vente. Le moteur doit être utilisé dans une voiture de production; c'est généralement le moteur de la voiture de production mais l'ACO a fait des exceptions pour les voitures comme la BMW Z4 GTE qui utilisent des moteurs provenant d'autres modèles. La fibre de carbone, le titane et le magnésium sont interdits, sauf pour les pièces spéciales telles que les spoilers ou des roues. Les voitures avec des cockpits en carbone (qui ne sont pas directement liés à la suspension) sont autorisés. La cylindrée du moteur est limitée à 5,5 L pour les moteurs atmosphérique ou 4,0 L pour les turbos/moteurs suralimentés. La SRT Viper a reçu une dispense pour son moteur 8,0 L. Le poids minimum est de 1 245 kg. Les voitures doivent avoir des feux et des essuie-glaces fonctionnels en tout temps. Pour distinguer les prototypes la nuit, les LM GTE doivent utiliser des phares jaunes. Les quatre roues motrices sont interdites alors que le contrôle de traction est autorisé. Les boîtes de vitesses sont limitées à six rapports en marche avant. Toutes les voitures doivent avoir aussi une caméra arrière en plus des rétroviseurs latéraux.
Les voitures sont autorisées à un ensemble de modifications tous les 2 ans. Les nouveaux modèles ont droit à un ensemble de modifications dans la première année de compétition. De petites modifications aérodynamiques sont autorisées pour Le Mans chaque année. Si la voiture de production est mise à jour, cette modification peut également être utilisé sur les LM GTE à travers la mise à jour de l'homologation. Les fabricants peuvent également demander des dérogations pour permettre l'homologation des voitures ou des pièces qui auraient normalement été interdites par les règles.
Dans l'ensemble, les règlements techniques sont axés sur le maintien des LM GTE relativement proches de la voiture de route, en termes de pièces et de dimensions. Les dispositifs aérodynamiques tels que les spoilers sont fortement réglementés. Il y a aussi des exigences historiques du Mans, telle que l'obligation d'au moins 150 décimètres cubes d'espace pour les bagages.
Au Mans, la catégorie LM GTE est divisée en deux classes : GTE-Pro et GTE-Am. En GTE-Am, la voiture doit dater d'au moins un an ou être construite avec les spécifications de l'année précédente, et ont des limites sur la qualité des pilotes admis dans l'équipe.
Le Comité d'Endurance de l'ACO a le droit absolu de modifier l’Équilibre des Performances entre les voitures LM GTE par le biais de réglage du poids, du moteur ou de l'aérodynamique. Les « air réducteurs » sont utilisés avec des valeurs par défaut pour les cylindrées.

### Mises à jour du règlement en 2016
En vue des 24 Heures du Mans 2015, l'ACO a annoncé une série de changements en LM GTE. Le but de ces changements est d'augmenter la performance des voitures par rapport à la catégorie GT3 qui sont concurrente dans certaines séries, tout en réduisant les coûts et en améliorant la sécurité des voitures. Le règlement sera moins restrictif, et donc il y aura une réduction de la dépendance sur les dérogations pour permettre à certaines voitures d'entrer en compétition. Un exemple de ceci est l'augmentation de la liberté de l'aérodynamique de développement dans des régions spécifiques de la voiture. Les nouvelles voitures seront en mesure de rivaliser en LM GTE Pro, à partir de 2016 aux côtés de l'« ancienne » spécification de la voiture, avant de devenir disponibles pour les LM GTE Am en 2017. En 2018, l'ancienne version de la voiture ne sera plus utilisable en compétition ; les phares jaunes ne sont plus autorisés.

## Liste de voitures de la catégorie LM GTE
(Liste non exhaustive, classée par marque de voitures).
- Aston Martin Vantage GT2/GTE ;
- Aston Martin Vantage AMR ;
- BMW M3 GT2 (E92) ;
- BMW Z4 GTE ;
- BMW M6 GTLM[3] ;
- BMW M8 GTE ;
- Chevrolet Corvette C6.R GT2 ;
- Chevrolet Corvette C7.R ;
- Chevrolet Corvette C8.R ;
- Ferrari F430 GTC ;
- Ferrari 458 Italia GT2 (2009-2012) ;
- Ferrari 458 Italia GTE (2013-2015) ;
- Ferrari 488 GTE (2016-2017) ;
- Ferrari 488 GTE Evo (2018-2023) ;
- Ford GT GT2 ;
- Ford GT (GTE) ;
- Jaguar XKR GT2 ;
- Lamborghini Gallardo LP560 GT2 ;
- Lotus Evora GTE ;
- Porsche 911 GT3 RSR (997) ;
- Porsche 911 RSR (991) ;
- Porsche 911 RSR (2017) ;
- Porsche 911 RSR-19 ;
- Spyker C8 GT2R ;
- SRT Viper GTS-R[4].

Galerie de voitures des catégories GT2 et GTE.
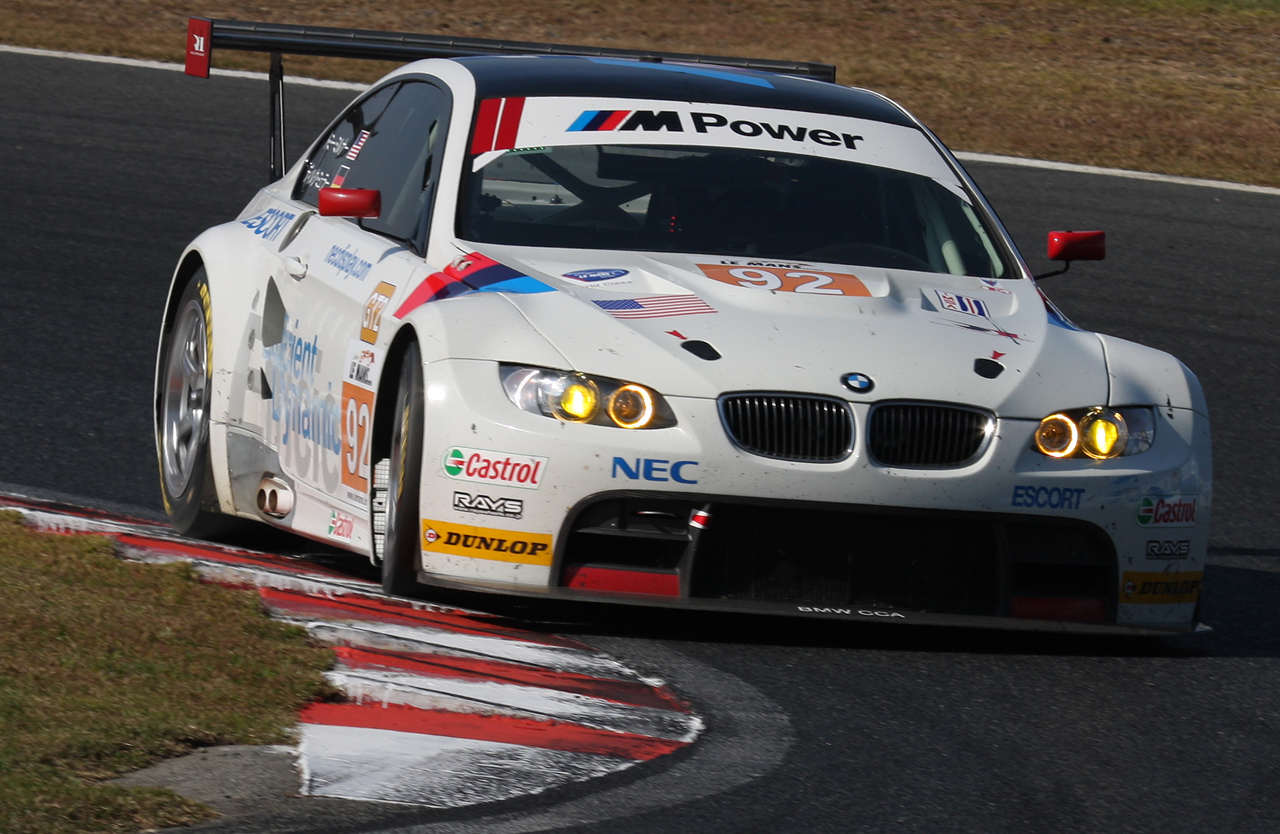
La BMW M3 GT2 Rahal Letterman Racing au 1 000 kilomètres d'Okayama 2009 de l'Asian Le Mans Series.
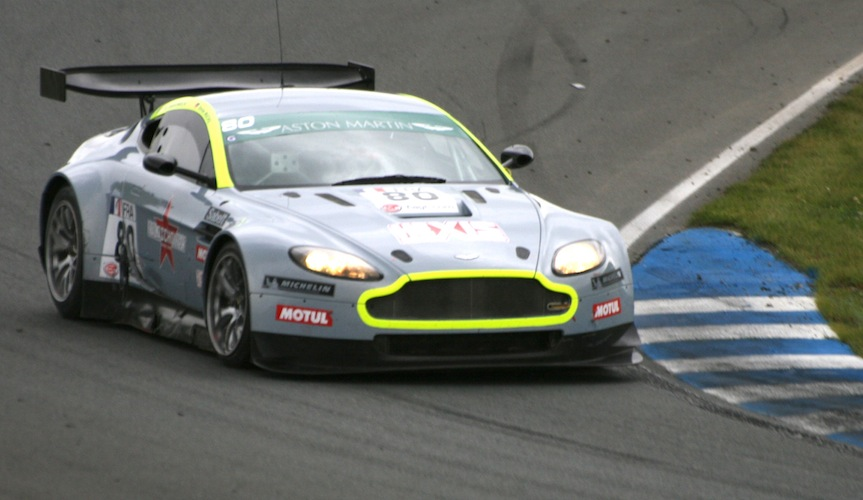
L'AMR Vantage V8 Hexis Racing au circuit d'Oschersleben en 2009.
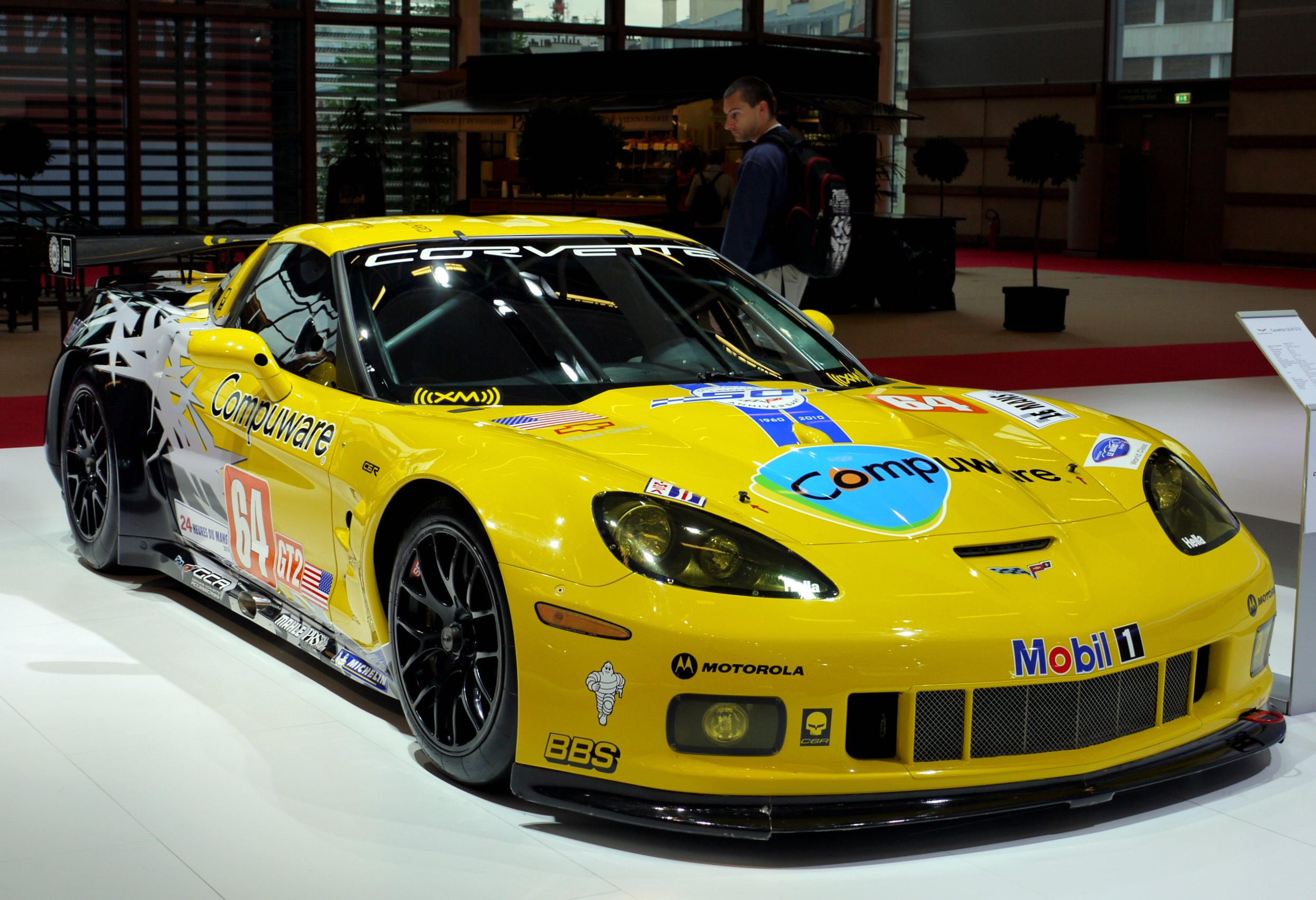
Corvette C6.R GT2 à l'édition 2010 du Mondial de l’automobile de Paris.
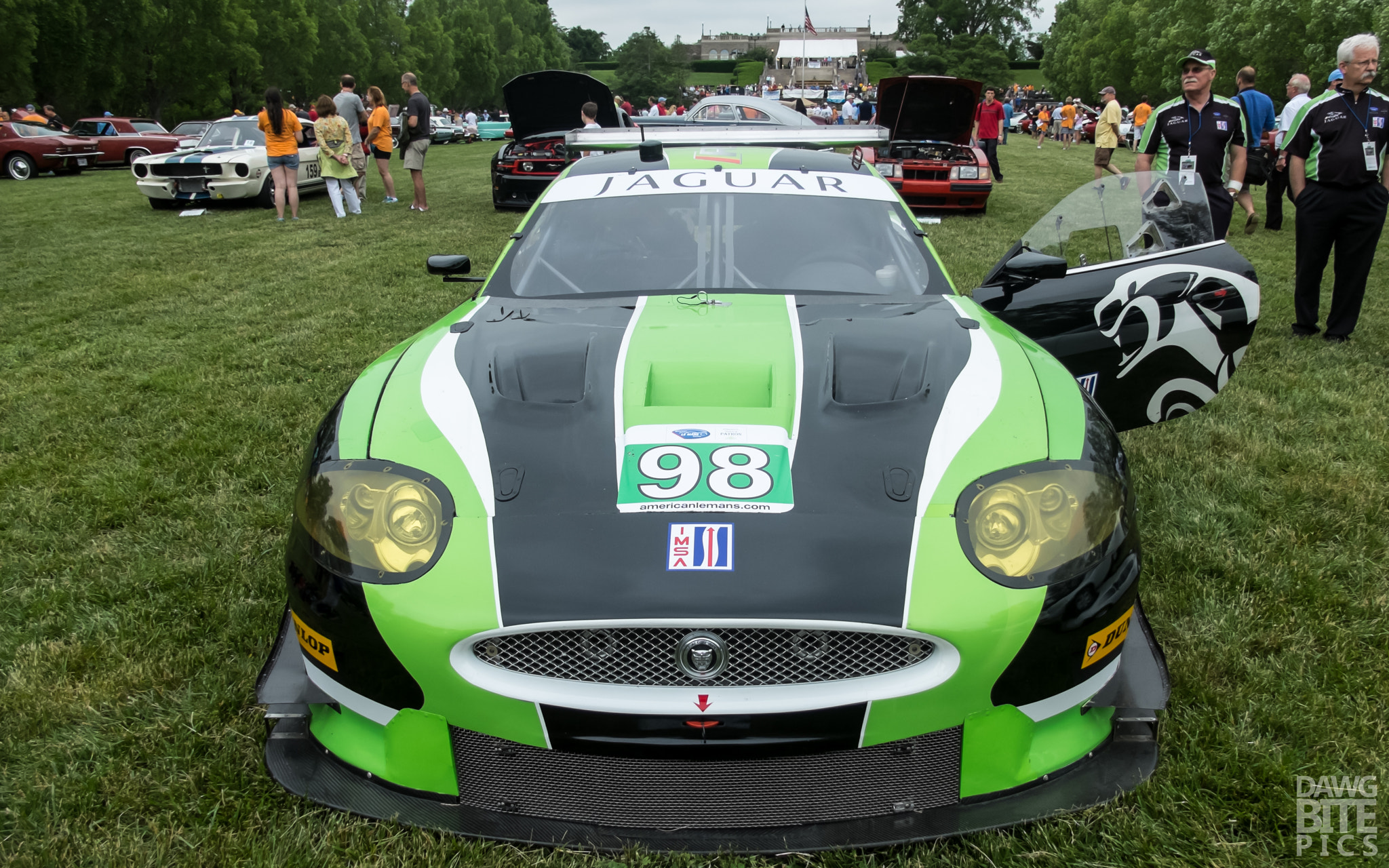
Une Jaguar XKR GT2 de 2010, présentée au concours d'élégance d'Ault Park (en) à Cincinnati (Ohio) en 2014.
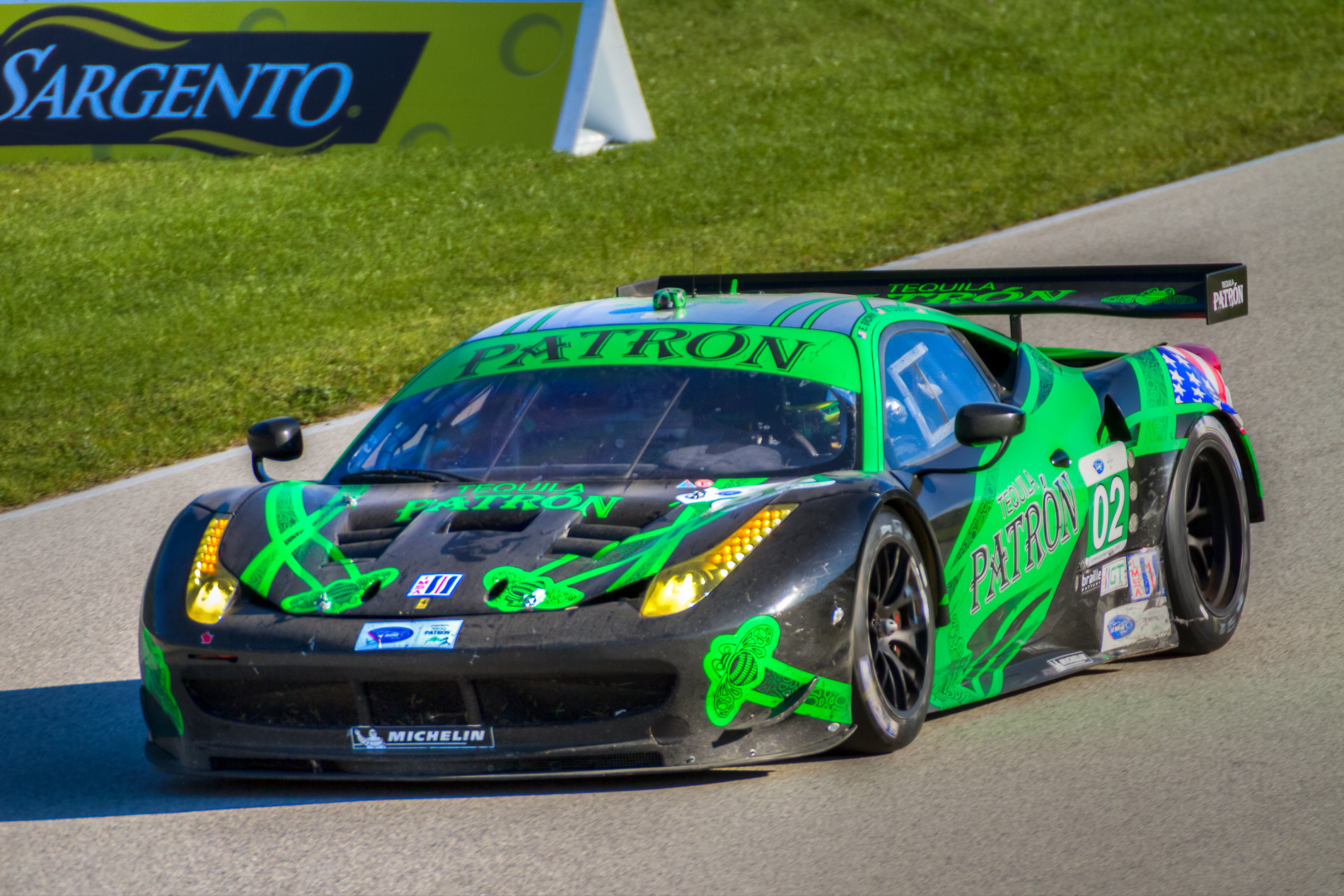
Guy Cosmo au volant de la Ferrari 458 Italia GT2 Tequila Patrón-ESM Racing au Road Race Showcase 2012.

## Séries qui utilisent des voitures LM GTE
- Le Championnat du monde d'endurance FIA (y compris les 24 Heures du Mans) utilise des voitures GTE dans la catégorie LM GTE Pro et la catégorie LM GTE Am[5],[6] ;
- L'European Le Mans Series a une classe dédiée pour les voitures GTE[7] ;
- L'Asian Le Mans Series a lancé la catégorie GTE uniquement lors de la saison 2013 ;
- L'United SportsCar Championship dispose d'une classe dédiée pour les voitures GTE, officiellement connue sous le nom GTLM[8].